# Паспорт великої рогатої худоби
Пáспорт вел́икої рогáтої худóби — документ суворого обліку, виданий адміністратором Реєстру тварин, що містить дані стосовно тварини, її переміщення, власників/утримувачів, місцезнаходження і реєстрації в Реєстрі тварин та є супровідним документом при будь-якому переміщенні тварини.